# Centre social protestant
Les Centres sociaux protestants sont un ensemble de quatre institutions privées d'aide sociale actives en Suisse romande, dans les cantons de Genève, de Vaud, de Neuchâtel, de Berne et du Jura.
Derrière une appellation commune, les quatre Centres sociaux protestants sont administrativement distincts les uns des autres.

## Historique

### Centre social protestant de Genève
Le Centre social protestant de Genève est fondé en tant qu'association le 26 octobre 1954, notamment par Raynald Martin et Raymond Bertholet,, dans un but de coordination et de représentation des différentes œuvres protestants actives à Genève. Il prend la suite de l'office social de l'Église protestante de Genève.

### Centre social protestant de Berne-Jura
La création du Centre social protestant de Berne-Jura est décidé en 1957 ; celui-ci commence ses premières activités en 1958.

### Centre social protestant de Vaud
Le Centre social protestant de Vaud est fondé en 1961,,.

### Centre social protestant de Neuchâtel
Le Centre social protestant de Neuchâtel est fondé le 12 juin 1963 et commence ses activités en 1964.
En avril 2020, le CSP est sélectionné comme partenaire de la Chaîne du bonheur.
Le 1er juin 2022, Mélanie Müller et Aurélie Planas remplacent Pierre Borer à la tête de l'institution.
Le Centre social protestant de Neuchâtel est financé par Philip Morris.

## Activités
Destinées aux personnes en difficulté, les Centres sociaux protestants proposent différents services selon le public. Malgré leur revendication protestante, les Centres sociaux protestants s'adressent à tous, sans discrimination de religion ou d'origine. Les différents centres emploient aussi bien des professionnels que des bénévoles.

### Jeunes
- Insertion professionnelle.

### Personnes en situation d'endettement
- Prévention.

### Réfugiés et demandeurs d'asile
- Accueil et aide aux démarches administratives, permanences téléphoniques et conseil juridique.

### Victimes de traite d'êtres humains
- Détections des cas, assistance et accompagnement des victimes, sensibilisation.

## Financement
Les Centres sociaux protestants se financent par des dons, des subventions et des recettes tirées de leurs magasins de seconde main et de brocantes, via leur marque Renfile. En 2020, le Centre social protestant de Genève dispose d'un budget de plus de douze millions de francs.

### Controverse sur le financement du CSP Neuchâtel par l'industrie du tabac
Un rapport publié par deux associations suisses actives dans la prévention du tabagisme (AT Suisse et OxySuisse) en novembre 2024 indique que le CSP Neuchâtel serait financé par le cigarettier Philip Morris. En 2023, l'organisation caritative aurait reçu 69'000 francs suisses de Philip Morris. Selon les organisations à l'origine de l'enquête, cette générosité de la multinationale du tabac ne serait pas gratuite : "ces contributions sont en réalité des outils de relations publiques visant à tisser des liens avec la société civile, à redorer son image et à créer un sentiment de redevabilité auprès de ces organisations." Cette contribution serait éthiquement problématique pour une organisation active dans l'aide aux plus démunis, étant donné que les produits commercialisés par les entreprises de tabac tuent chaque année environ 9.500 personnes en Suisse et 8 millions dans le monde.